# Highland Football League
Pour les articles homonymes, voir HFL.
La Highland Football League (de son nom complet Press & Journal Scottish Highland Football League) est une compétition écossaise de football qui correspond au 5e échelon dans les ligues Senior écossaises.
Malgré son nom, il n'y a pas que des équipes des Highlands qui y participent mais aussi des équipes du Moray et de l'Aberdeenshire (géographiquement dans les Lowlands), en faisant de fait une ligue de tout le Nord de l'Écosse.
Historiquement, la Highland Football League, créée en 1893, n'était pas automatiquement relié avec les ligues nationales professionnelles de la Scottish Football League, mais depuis 2013 et la refonte du système de ligues de football en Écosse, elle en constitue le 5e niveau, au même titre que la Lowland Football League, avec un système de promotion/relégation introduit à partir de la saison 2014-15.
Elle est sponsorisée par le journal du nord de l'Écosse, The Press and Journal, qui lui donne son nom officiel.

## Histoire
La Highland Football League fut créée le 4 août 1893 à Inverness par des employés de la compagnie ferroviaire Highland Railway Company et regroupait 7 clubs : Inverness Thistle, Caledonian (en), Clachnacuddin (en), Forres Mechanics (en), Inverness Union (en), Inverness Citadel (en) et Cameron Highlanders (en). Un huitième membre aurait dû participer à cette saison inaugurale, Ross County, mais il renonça en novembre 1893. De ces 7 équipes originales, 3 ont disparu, 2 jouent toujours dans la ligue (Clachnacuddin et Forres Mechanics) et 2 ont fusionné et ensuite rejoint la Scottish Football League (Inverness Thistle et Caledonian qui ont formé Inverness Caledonian Thistle).
Jusque dans les années 1990, la ligue continua à vivre sa vie de ligue régionale entre statut amateur et semi-professionnel tout en s'imposant comme l'une des ligues non-professionnelles les plus fortes, ses clubs réussissant régulièrement de belles performances contre des clubs pros de la Scottish Football League en Coupe d'Écosse.
Sa pérennité et les succès de certains de ses clubs amenèrent la Scottish Football League a sollicité des clubs de la Highland Football League pour intégrer les ligues nationales en 1994, à l'occasion de la création de la Division 4. 3 clubs la quittèrent pour passer à l'échelon supérieur : Inverness Thistle et Caledonian qui ont formé Inverness Caledonian Thistle ainsi que Ross County. De nouveau, en 2000, ce sont Elgin City et Peterhead qui connurent une telle promotion, à l'occasion de l'expansion de 10 à 12 clubs de la Division 4.
Depuis la saison 2013-14, la Highland Football League est devenue officiellement le 5e échelon du système de ligues de football en Écosse, au même niveau que la Lowland Football League créée spécialement à cet effet. Après une première saison de mise en route, un système de promotion/relégation est mis en place à partir de la saison 2014-15 : les champions de ces deux ligues s'affrontent en play-off et le vainqueur affronte le dernier de la Scottish League Two dans un play-off de promotion/relégation.

## Membres actuels
Pour la saison 2018-19, voici la liste des clubs participants :
| Club                 | Présent depuis                    | Capacité du stade | Titres |
| -------------------- | --------------------------------- | ----------------- | ------ |
| Brora Rangers        | 1963                              | 2,000             | 2      |
| Buckie Thistle       | 1909                              | 5,000             | 11     |
| Clachnacuddin        | 1893                              | 1,500             | 18     |
| Cove Rangers         | 1986                              | 2,500             | 6      |
| Deveronvale          | 1938                              | 2,600             | 2      |
| Formartine United    | 2009                              | 2,500             | 0      |
| Forres Mechanics     | 1893 (1895-1896 et 1901-1902 non) | 1,400             | 2      |
| Fort William         | 1985                              | 4,000             | 0      |
| Fraserburgh          | 1922 (1926-1928 non)              | 3,000             | 3      |
| Huntly               | 1928                              | 4,500             | 7      |
| Inverurie Loco Works | 2001                              | 2,500             | 0      |
| Keith                | 1924                              | 4,450             | 7      |
| Lossiemouth          | 1946                              | 3,250             | 0      |
| Nairn County         | 1914                              | 3,800             | 1      |
| Rothes               | 1938                              | 2,700             | 1      |
| Strathspey Thistle   | 2009                              | 1,600             | 0      |
| Turriff United       | 2009                              | 1,000             | 0      |
| Wick Academy         | 1994                              | 2,412             | 0      |

## Palmarès
| Saison    | Champion                 | Vice-champion             |
| --------- | ------------------------ | ------------------------- |
| 1893–94   | Inverness Thistle        | Caledonian (en)           |
| 1894–95   | Clachnacuddin (en)       | Inverness Thistle         |
| 1895–96   | Caledonian               | Inverness Thistle         |
| 1896–97   | Clachnacuddin            | Caledonian                |
| 1897–98   | Clachnacuddin            | Caledonian                |
| 1898–99   | Caledonian               | Clachnacuddin             |
| 1899–1900 | Caledonian               | Clachnacuddin             |
| 1900–01   | Clachnacuddin            | Caledonian                |
| 1901–02   | Caledonian               | Inverness Thistle         |
| 1902–03   | Clachnacuddin            | Inverness Thistle         |
| 1903–04   | Clachnacuddin            | Inverness Citadel (en)    |
| 1904–05   | Clachnacuddin            | Black Watch               |
| 1905–06   | Clachnacuddin            | Inverness Thistle         |
| 1906–07   | Inverness Thistle        | Caledonian                |
| 1907–08   | Clachnacuddin            | Highland Light Infantry   |
| 1908–09   | Inverness Citadel        | Clachnacuddin             |
| 1909–10   | Inverness Thistle        | Elgin City                |
| 1910–11   | Caledonian               | Buckie Thistle (en)       |
| 1911–12   | Clachnacuddin            | Caledonian                |
| 1912–13   | Aberdeen 'A'             | Buckie Thistle            |
| 1913–14   | Caledonian               | Aberdeen 'A'              |
| 1914–15   | interrompu par la guerre | interrompu par la guerre  |
| 1919–20   | Buckie Thistle           | Clachnacuddin             |
| 1920–21   | Clachnacuddin            | Inverness Thistle         |
| 1921–22   | Clachnacuddin            | Buckie Thistle            |
| 1922–23   | Clachnacuddin            | Elgin City                |
| 1923–24   | Clachnacuddin            | Buckie Thistle            |
| 1924–25   | Aberdeen 'A'             | Caledonian                |
| 1925–26   | Caledonian               | Inverness Thistle         |
| 1926–27   | Buckie Thistle           | Clachnacuddin             |
| 1927–28   | Buckie Thistle           | Clachnacuddin             |
| 1928–29   | Inverness Thistle        | Elgin City                |
| 1929–30   | Huntly                   | Elgin City                |
| 1930–31   | Caledonian               | Buckie Thistle            |
| 1931–32   | Elgin City               | Keith (en)                |
| 1932–33   | Fraserburgh (en)         | Elgin City                |
| 1933–34   | Buckie Thistle           | Forres Mechanics (en)     |
| 1934–35   | Elgin City               | Huntly                    |
| 1935–36   | Inverness Thistle        | Peterhead                 |
| 1936–37   | Buckie Thistle           | Peterhead                 |
| 1937–38   | Fraserburgh              | Clachnacuddin             |
| 1938–39   | Clachnacuddin            | Buckie Thistle            |
| 1939–40   | interrompu par la guerre | interrompu par la guerre  |
| 1946–47   | Peterhead                | Huntly                    |
| 1947–48   | Clachnacuddin            | Peterhead                 |
| 1948–49   | Peterhead                | Clachnacuddin             |
| 1949–50   | Peterhead                | Caledonian                |
| 1950–51   | Caledonian               | Buckie Thistle            |
| 1951–52   | Caledonian               | Huntly                    |
| 1952–53   | Elgin City               | Buckie Thistle            |
| 1953–54   | Buckie Thistle           | Elgin City                |
| 1954–55   | championnat non terminé  | championnat non terminé   |
| 1955–56   | Elgin City               | Buckie Thistle            |
| 1956–57   | Buckie Thistle           | Caledonian                |
| 1957–58   | Buckie Thistle           | Elgin City                |
| 1958–59   | Rothes (en)              | Fraserburgh               |
| 1959–60   | Elgin City               | Caledonian                |
| 1960–61   | Elgin City               | Keith                     |
| 1961–62   | Keith                    | Elgin City                |
| 1962–63   | Elgin City               | Caledonian                |
| 1963–64   | Caledonian               | Nairn County (en)         |
| 1964–65   | Elgin City               | Nairn County              |
| 1965–66   | Elgin City               | Caledonian                |
| 1966–67   | Ross County              | Elgin City                |
| 1967–68   | Elgin City               | Ross County               |
| 1968–69   | Elgin City               | Inverness Thistle         |
| 1969–70   | Elgin City               | Caledonian                |
| 1970–71   | Caledonian               | Inverness Thistle         |
| 1971–72   | Inverness Thistle        | Elgin City                |
| 1972–73   | Inverness Thistle        | Ross County               |
| 1973–74   | Elgin City               | Inverness Thistle         |
| 1974–75   | Clachnacuddin            | Keith                     |
| 1975–76   | Nairn County             | Fraserburgh               |
| 1976–77   | Caledonian               | Peterhead                 |
| 1977–78   | Caledonian               | Peterhead                 |
| 1978–79   | Keith                    | Caledonian                |
| 1979–80   | Keith                    | Brora Rangers (en)        |
| 1980–81   | Keith                    | Fraserburgh               |
| 1981–82   | Caledonian               | Peterhead                 |
| 1982–83   | Caledonian               | Elgin City                |
| 1983–84   | Caledonian               | Keith                     |
| 1984–85   | Keith                    | Caledonian                |
| 1985–86   | Forres Mechanics         | Elgin City                |
| 1986–87   | Inverness Thistle        | Caledonian                |
| 1987–88   | Caledonian               | Buckie Thistle            |
| 1988–89   | Peterhead                | Cove Rangers              |
| 1989–90   | Elgin City               | Caledonian                |
| 1990–91   | Ross County              | Caledonian                |
| 1991–92   | Ross County              | Caledonian                |
| 1992–93   | Non décerné              | Non décerné               |
| 1993–94   | Huntly                   | Caledonian                |
| 1994–95   | Huntly                   | Cove Rangers              |
| 1995–96   | Huntly                   | Cove Rangers              |
| 1996–97   | Huntly                   | Keith                     |
| 1997–98   | Huntly                   | Fraserburgh               |
| 1998–99   | Peterhead                | Huntly                    |
| 1999–2000 | Keith                    | Fraserburgh               |
| 2000–01   | Cove Rangers             | Huntly                    |
| 2001–02   | Fraserburgh              | Deveronvale (en)          |
| 2002–03   | Deveronvale              | Keith                     |
| 2003–04   | Clachnacuddin            | Buckie Thistle            |
| 2004–05   | Huntly                   | Inverurie Loco Works (en) |
| 2005–06   | Deveronvale              | Inverurie Loco Works      |
| 2006–07   | Keith                    | Inverurie Loco Works      |
| 2007–08   | Cove Rangers             | Keith                     |
| 2008–09   | Cove Rangers             | Deveronvale               |
| 2009–10   | Buckie Thistle           | Cove Rangers              |
| 2010–11   | Buckie Thistle           | Deveronvale               |
| 2011–12   | Forres Mechanics         | Cove Rangers              |
| 2012–13   | Cove Rangers             | Formartine United (en)    |
| 2013–14   | Brora Rangers            | Inverurie Loco Works      |
| 2014–15   | Brora Rangers            | Turriff United            |
| 2015–16   | Cove Rangers             | Formartine United         |
| 2016–17   | Buckie Thistle           | Cove Rangers              |
| 2017-18   | Cove Rangers             | Formartine United         |
| 2018-19   | Cove Rangers             | Brora Rangers             |
| 2019-20   | Brora Rangers            | Fraserburgh               |
| 2020-21   | Brora Rangers            | Fraserburgh               |
| 2021-22   | Fraserburgh              | Buckie Thistle            |
| 2022-23   | Brechin City             | Buckie Thistle            |
| 2023-24   | Buckie Thistle           | Brechin City              |
| 2024-25   | Brora Rangers            | Brechin City              |
| 2025-26   | Brora Rangers            |                           |

### Performance par club
| Club                      | Champion | Vice-Champion | Années du titre |
| ------------------------- | -------- | ------------- | --- |
| Caledonian (en)           | 18       | 20            | 1895–96, 1898–99, 1899–00, 1901–02, 1910–11, 1913–14, 1925–26, 1930–31, 1950–51, 1951–52, 1963–64, 1970–71, 1976–77, 1977–78, 1981–82, 1982–83, 1983–84, 1987–88 |
| Clachnacuddin (en)        | 18       | 8             | 1894–95, 1896–97, 1897–98, 1900–01, 1902–03, 1903–04, 1904–05, 1905–06, 1907–08, 1911–12, 1920–21, 1921–22, 1922–23, 1923–24, 1938–39, 1947–48, 1974–75, 2003–04 |
| Elgin City                | 15       | 12            | 1931–32, 1934–35, 1952–53, 1955–56, 1959–60, 1960–61, 1962–63, 1964–65, 1965–66, 1967–68, 1968–69, 1969–70, 1973–74, 1989–90, 1992–93                            |
| Buckie Thistle (en)       | 11       | 11            | 1919–20, 1926–27, 1927–28, 1933–34, 1936–37, 1953–54, 1956–57, 1957–58, 2009–10, 2010–11, 2016-17                                                                |
| Inverness Thistle         | 8        | 10            | 1893–94, 1906–07, 1909–10, 1928–29, 1935–36, 1971–72, 1972–73, 1986–87                                                                                           |
| Keith (en)                | 7        | 7             | 1961–62, 1978–79, 1979–80, 1980–81, 1984–85, 1999–00, 2006–07 |
| Huntly (en)               | 7        | 5             | 1929–30, 1993–94, 1994–95, 1995–96, 1996–97, 1997–98, 2004–05 |
| Cove Rangers              | 7        | 6             | 2000–01, 2007–08, 2008–09, 2012-13, 2015-16, 2017-18, 2018-19 |
| Peterhead                 | 5        | 6             | 1946–47, 1948–49, 1949–50, 1988–89, 1998–99 |
| Fraserburgh (en)          | 3        | 5             | 1932–33, 1937–38, 2001–02 |
| Ross County               | 3        | 2             | 1966–67, 1990–91, 1991–92 |
| Deveronvale (en)          | 2        | 3             | 2002–03, 2005–06 |
| Aberdeen 'A'              | 2        | 1             | 1912–13, 1924–25 |
| Forres Mechanics (en)     | 2        | 1             | 1985–86, 2011–12 |
| Nairn County (en)         | 1        | 2             | 1975–76 |
| Inverness Citadel (en)    | 1        | 1             | 1908–09 |
| Brora Rangers (en)        | 1        | 1             | 2013–14 |
| Rothes (en)               | 1        | 0             | 1958–59 |
| Inverurie Loco Works (en) | 0        | 4             | |
| Black Watch               | 0        | 1             | |
| Highland Light Infantry   | 0        | 1             | |
| Formartine United (en)    | 0        | 1             | |